# Rasa de Cal Belluga
La Rasa de Cal Belluga és un torrent afluent per la dreta del Torrent Mal que neix al terme municipal de Montmajor (Berguedà) i fa bona part del seu recorregut pel terme municipal de Navès (Solsonès).

## Termes municipals per on transcorre
Des del seu naixement, la rasa de Cal Belluga passa successivament pels següents termes municipals.
|                                          | Longitud (en m.) | % del recorregut |
| ---------------------------------------- | ---------------- | ---------------- |
| Per l'interior del municipi de Montmajor | 453              | 17,24%           |
| Per l'interior del municipi de Navès     | 2.174            | 82,76%           |

## Xarxa hidrogràfica
La xarxa hidrogràfica de la rasa de Cal Belluga està integrada per un total de 6 cursos fluvials. D'aquests, 3 són subsidiaris de 1r nivell i 2 ho són de 2n nivell. La totalitat de la xarxa suma una longitud de 4.828 m dels quals 2.484 (51,5%) transcorren pel terme municipal de Navès i els 2.344 restants (48,5%) ho fan pel terme municipal de Montmajor.
| Nom/Codi del corrent fluvial | Coordenades del seu origen                                   | longitud (en metres) |
| ---------------------------- | ------------------------------------------------------------ | -------------------- |
| Rasa de Cal Belluga          | 42° 1′ 21.32″ N, 1° 42′ 18.08″ E / 42.0225889°N,1.7050222°E  | 2.627                |
| D1                           | Xarxa de la Rasa de Comaders                                 | 1.819                |
| D2                           | 42° 0′ 40.61″ N, 1° 42′ 6.067″ E / 42.0112806°N,1.70168528°E | 104                  |
| E1                           | 42° 0′ 28.87″ N, 1° 42′ 17.95″ E / 42.0080194°N,1.7049861°E  | 206                  |

## Perfil del seu curs
| Recorregut (en m.) | Altitud (en m.) | Pendent |
| ------------------ | --------------- | ------- |
| 0                  | 861             | -       |
| 250                | 844             | 6,8%    |
| 500                | 827             | 6,8%    |
| 750                | 813             | 9,6%    |
| 1.000              | 782             | 12,4%   |
| 1.250              | 758             | 9,6%    |
| 1.500              | 742             | 6,4%    |
| 1.750              | 731             | 4,4%    |
| 2.000              | 719             | 4,8%    |
| 2.250              | 707             | 4,8%    |
| 2.500              | 695             | 4,8%    |
| 2.627              | 690             | 3,9%    |